# Marcel Couteau
Marcel Gustave Couteau (La Louvière, 5 augustus 1933) is een Belgisch politicus.

## Levensloop
Marcel Couteau was vanaf zijn 14 jaar militant van de Kommunistische Partij van België (KPB). Zijn vader was dit eveneens en bij het overlijden van zijn 97-jarige moeder, Bertha Jaumot, in 2012 werd eraan herinnerd dat ze levenslang een militante was geweest en werd ze gehuldigd door de communistische partij.
In 1956 werd hij monteur bij Anglo-Germain in La Louvière, een fabrikant van rollend materiaal voor de spoorwegen en van vrachtwagens voor de vuilnisophaling. Hij werd spoedig syndicaal afgevaardigde voor het ABVV. In 1966 organiseerde hij collectes en solidariteitsstakingen ten gunste van de mijnwerkers in Zwartberg. In 1967 besliste de directie het bedrijf Anglo-Germain te sluiten en onmiddellijk werd een bezetting georganiseerd. De eisen waren: ofwel het verder uitbaten van de fabriek, ofwel de toepassing van de akkoorden van Zwartberg (een sociaal luik). Couteau was een van de leiders van de bezetting die zeventien dagen duurde.
Van 1968 tot 1974 zetelde Couteau voor de communistische PCB in de Kamer van volksvertegenwoordigers, als vertegenwoordiger voor het arrondissement Zinnik. In 1970 werd hij daarnaast verkozen tot gemeenteraadslid in Le Rœulx op de kieslijst Alliance démocratique, voorloper van de Union démocratique et progressiste (UDP). Van 1977 tot 1983 was hij er schepen van openbare werken en van 1983 tot 1985 burgemeester van Le Roeulx.
In 2012 was hij kandidaat op de lijst Alternative 2012, een linkse groepering van UDP, PS en onafhankelijken. Hij haalde het grootste aantal voorkeurstemmen, maar de lijst kende slechts een beperkt succes met drie verkozenen, tegenover vijftien voor de lijst Gemeentebelangen van burgemeester Benoît Friart. Bij de gemeenteraadsverkiezingen van 2018 werd hij op 85-jarige leeftijd opnieuw herkozen als gemeenteraadslid. Hij besloot het mandaat op te nemen. In oktober 2020 vierde Couteau zijn 50ste verjaardag als gemeenteraadslid van Le Roeulx en werd hij gehuldigd door de gemeenteraad. Enkele maanden later, in januari 2021, verliet hij de gemeentepolitiek.
In 2010 was hij kandidaat voor de wetgevende verkiezingen op de lijst Front des Gauches voor de Senaat.
Lid geworden van het permanent kader van de Kommunistische Partij, was hij lid van het Centraal Comité en vele jaren secretaris van deze organisatie.